# Kordel
Kordel är en kommun och ort i Landkreis Trier-Saarburg i förbundslandet Rheinland-Pfalz i Tyskland.
Kommunen ingår i kommunalförbundet Verbandsgemeinde Trier-Land tillsammans med ytterligare tio kommuner.